# Lirometopum concolor
Lirometopum concolor är en insektsart som beskrevs av Heinrich Hugo Karny 1907. Lirometopum concolor ingår i släktet Lirometopum och familjen vårtbitare. Inga underarter finns listade i Catalogue of Life.